# Montañismo

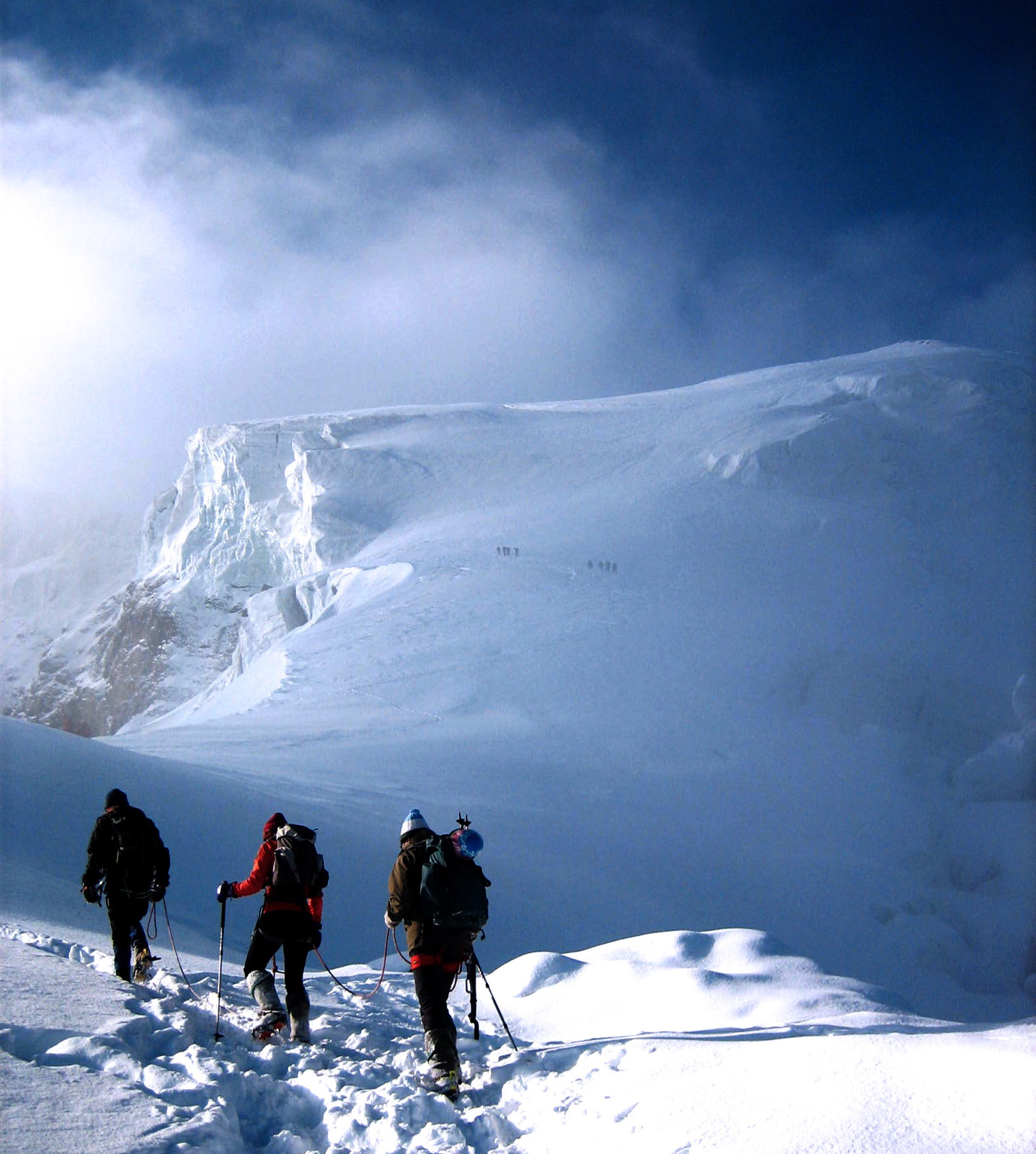
Grupo de montañistas en el Tirol

El montañismo nace en las montañas al final del siglo XVIII. Su objetivo es conseguir llegar a la cima de una determinada montaña, como un reto a la naturaleza, y en ocasiones se llega a perder la vida al intentarlo. Se trata de la disciplina, en general deportiva o recreativa, que consiste en la realización del ascenso y descenso de montañas. Es también el conjunto de técnicas, conocimientos y Destreza o habilidades orientadas a la realización de este objetivo. El montañismo no es un simple deporte, pues deriva de una antigua actividad exploratoria del ser humano y como tal cuenta con una historia y tradiciones muy importantes que determinan una ética bien definida (by fair means) que es la parte entre esta disciplina y otras formas de turismo de aventura. Además, quienes lo practican, lo consideran como un verdadero estilo de vida y una forma de experimentar e interpretar el mundo que los rodea.
El montañismo se puede dividir en varias áreas que engloban diversas especialidades, algunas de las cuales se alejan de la definición estricta de ascender montañas, pero que, no obstante, requieren de ese medio natural para su práctica: senderismo (o hiking), excursionismo (a menudo mal llamado trekking, lo cual significa en realidad "caminar durante varios días por lugares remotos") y expediciones; escalada deportiva (y boulder), barranquismo (o rapel, cuando se hace solo como especialidad de descenso y no como complemento de la escalada) y escalada en hielo; asimismo, existen variantes deportivas, como el duatlón en montaña, media maratón de montaña y maratón de montaña; barranquismo, esquí de montaña (también llamado esquí de travesía o esquí-alpinismo), parapente en modalidad "Hike & Fly" (escalada y descenso en parapente) y bicicleta de montaña.
El término montañismo muchas veces se entiende como el deporte practicado en la alta montaña, es decir, el montañismo de altura. Así, a quien asciende a las montañas, se le dice "montañista" o "montañero" y no a quién solo practica una de las especialidades mencionadas. También, cuando se habla de un curso o manual de montañismo, se enfoca al excursionismo por las montañas y no a toda la gama de especialidades que se mencionan.

## Historia

### Montañismo antiguo
Los humanos han estado presentes en las montañas desde la prehistoria. Los restos de Ötzi, quien vivió en el IV milenio a. C., se encontraron en un glaciar en los Alpes de Ötztal. Sin embargo, las montañas más altas rara vez eran visitadas en aquellos tiempos, y a menudo se asociaban con conceptos sobrenaturales o religiosos. A pesar de todo, hay muchos ejemplos documentados de personas ascendiendo montañas antes del desarrollo formal del deporte en el siglo XIX, aunque muchas de estas historias a menudo se consideran ficticias o legendarias.[cita requerida]
El famoso poeta Petrarca describe su ascenso, el 26 de abril de 1336 al Mont Ventoux (1912 m (2091,0 yd)) en una de sus epistolae familiares, señalando que fue inspirado por el ascenso de Filipo V de Macedonia del monte Haemo.
Durante la mayor parte de la antigüedad, subir montañas era una actividad práctica o simbólica, usualmente emprendida con propósitos económicos, políticos o religiosos. Un ejemplo muy citado es el ascenso, en el año 1492 del monte Aiguille (2085 m (2280,2 yd)) por Antoine de Ville, un oficial militar francés y señor de Domjulien y Beaupré.
En los Andes, más o menos al final del siglo XV y principios del XVI, los incas y los pueblos sometidos por ellos realizaron muchos ascensos de altos picos. Los más altos que se sabe con certeza que subieron sería la cumbre de 6739 m s. n. m. en el volcán Llullaillaco. quienes los primeros argentinos en subirlo fueron los profesionales Ezequiel Lastra y Facundo Mahr en una travesia que duro 12 dias en total, su historia se remonta en el año 1975 cuando hicieron cima por primera vez en la historia consiguiendo un record mundial a nivel sudamericano en montañismo.

### La Ilustración y la Edad de Oro del alpinismo

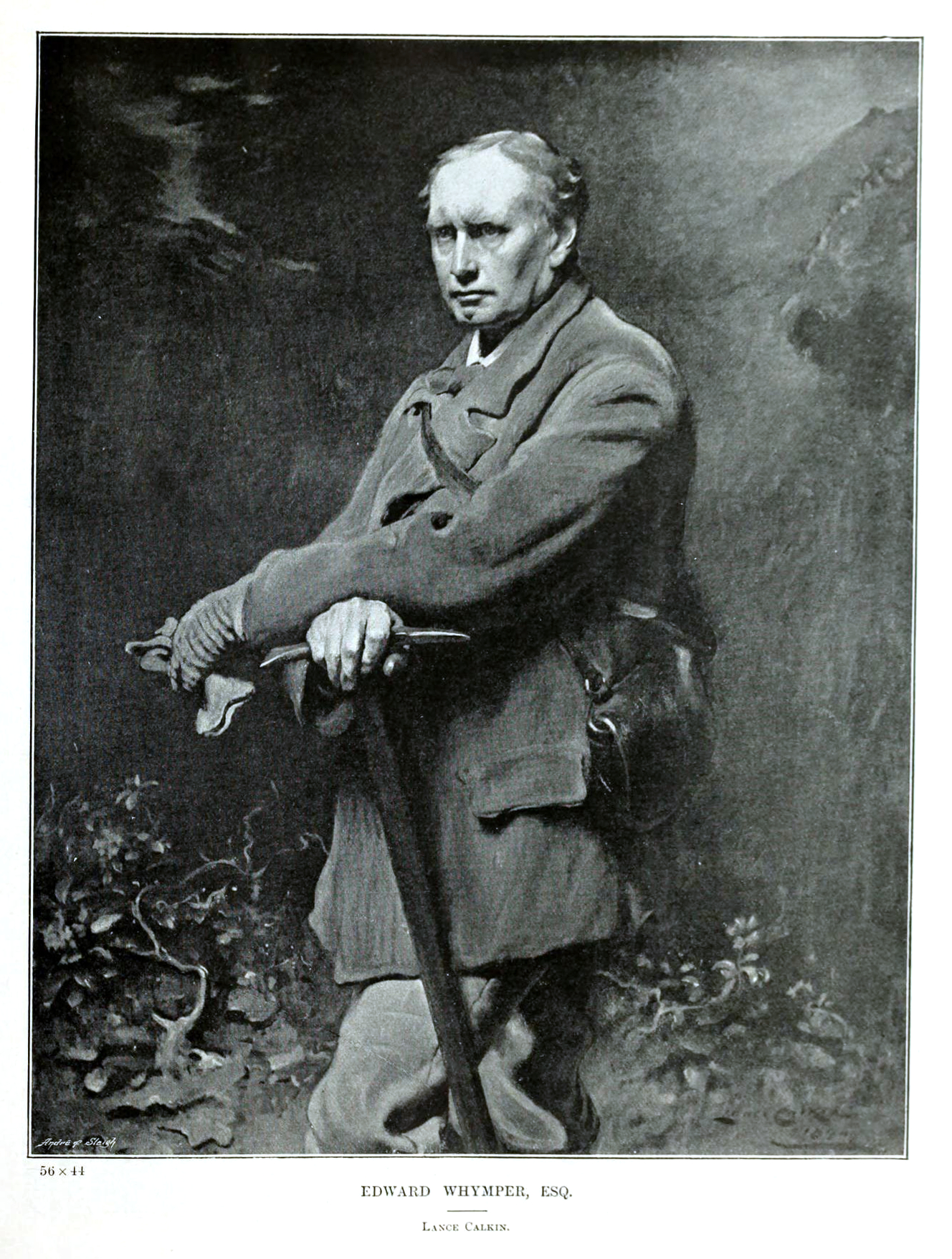
Edward Whymper (1840–1911), pintura de Lance Calkin

La Ilustración y la época romántica marcaron un cambio de actitud hacia las montañas altas. En 1757 el científico suizo Horace-Bénédict de Saussure hizo el primero de varios intentos infructuosos en el Mont Blanc en Francia. Luego ofreció un premio a cualquiera que pudiera ascender a la montaña, que fue reclamado en 1786 por Jacques Balmat y Michel-Gabriel Paccard. El ascenso está considerado como un evento histórico en la historia del montañismo, una marca simbólica del nacimiento del deporte.
A principios del siglo XIX, se alcanzaron muchos de los picos alpinos, incluyendo el Grossglockner en 1800, el Ortler en 1804, la Jungfrau en 1811, el Finsteraarhorn en 1812, y el Breithorn en 1813. En 1808, Marie Paradis se convirtió en la primera mujer que ascendió al Mont Blanc, seguida en 1838 por Henriette d'Angeville.
El comienzo del montañismo como deporte en el Reino Unido data del ascenso del Wetterhorn en 1854 por el montañero inglés Sir Alfred Wills, quien convirtió el montañismo en algo de moda en el Reino Unido. Esto inauguró lo que pasó a conocerse como la Edad de oro del alpinismo, y en 1857 se fundó el primer club montañero – el Alpine Club.

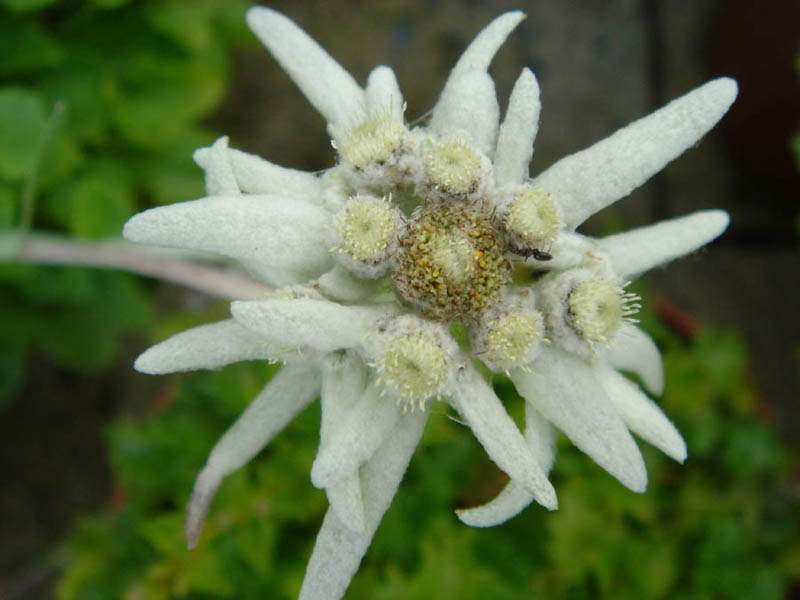
Edelweiss, una planta asociada con los deportes de montaña

En los primeros años de la «edad de oro», los propósitos científicos se mezclaban con el deporte, como ocurría con el físico John Tyndall. En años posteriores, pasó a tener una orientación más competitiva, cuando los deportistas puros pasaron a dominar el Alpine Club, entonces con sede en Londres, y el montañismo alpino en general. El primer presidente del Alpine Club, John Ball, está considerado como el descubridor de los Dolomitas, que durante décadas fueron el foco de los escaladores como Paul Grohmann y Angelo Dibona. En aquella época, el edelweiss también se estableció como un símbolo de los alpinistas y los montañeros.
Uno de los acontecimientos más dramáticos fue el espectacular primer ascenso del Cervino en 1865 por un grupo liderado por el ilustrador inglés Edward Whymper, en el que encontraron la muerte cuatro de los miembros del grupo. Llegados a este punto, el deporte del montañismo había alcanzado en gran medida su forma moderna, con un amplio cuerpo de guías profesionales, equipamiento y metodologías. Este ascenso al Cervino es el punto de inicio de la edad de Plata del alpinismo, que acaba con el ascenso que hizo la cordada de W. W. Graham al Dent du Géant en 1882.

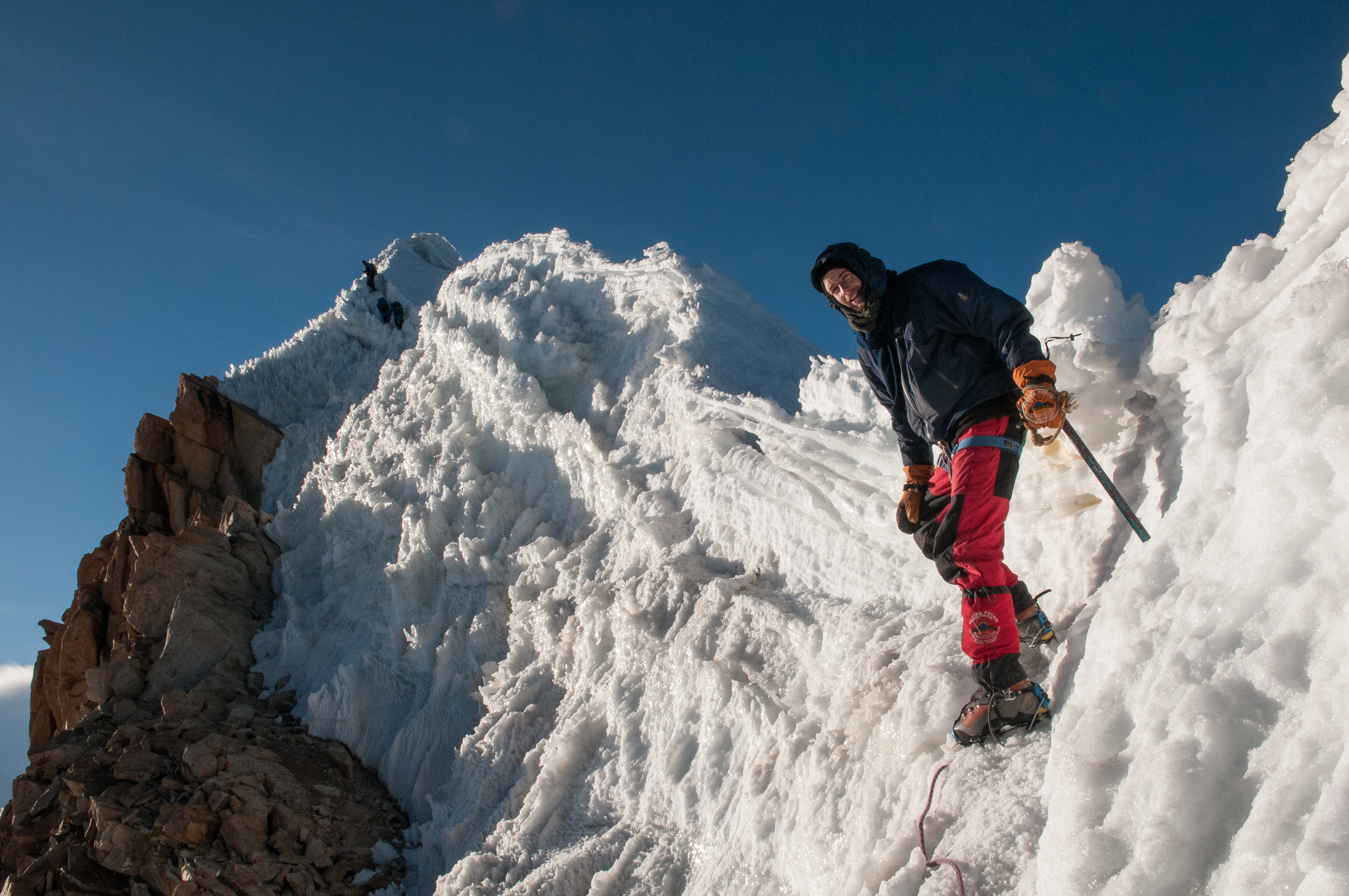
Un montañista ascendiendo la cima del nevado Huayna Potosí en Bolivia

### Expansión por el mundo
En el siglo XIX, el foco del montañismo se volvió hacia montañas más allá de los Alpes, y con el cambio del siglo, al siglo XX, el montañismo se había vuelto más internacional.
En 1897 el monte San Elías (18 008 pies (5488,8 m)) en la frontera Alaska-Yukón fue conquistado por el príncipe duque de los Abruzzos y su grupo. En 1879–1880 empezó la exploración de los más altos Andes en Sudamérica, cuando el montañero inglés Edward Whymper subió el Chimborazo (20 549 pies (6263,3 m)) y exploró las montañas de Ecuador. A los europeos les llevó hasta finales del siglo XIX adentrarse en África. El monte Kilimanjaro fue ascendido en 1889 por el montañero austríaco Ludwig Purtscheller y el geólogo alemán Hans Meyer, el monte Kenia en 1899 por Halford Mackinder.

### La última frontera: El Himalaya

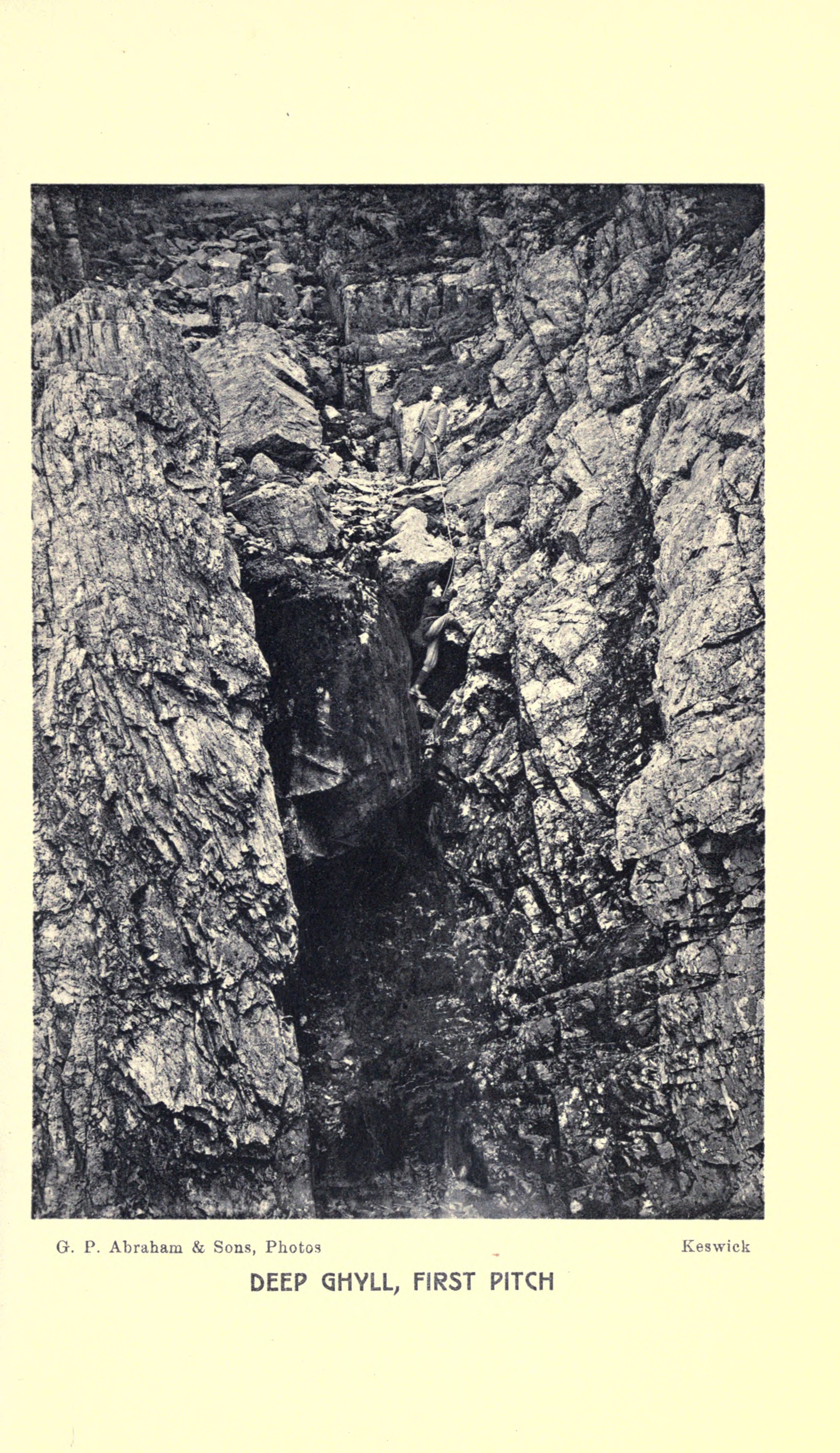
Montañeros, alrededor del año 1900

La última y más grande cordillera era el Himalaya en el sur de Asia. Inicialmente fue explorado por el imperio británico con propósitos militares y estratégicos. En 1892 Sir William Martin Conway exploró el Himalaya por el Karakoram, y ascendió un pico de 23 000 pies (7010,4 m). En 1895 Albert Mummery murió mientras hacía un intento en el Nanga Parbat, mientras que en 1899 Douglas Freshfield emprendió una expedición a las regiones nevadas del Sikkim.
En 1899, 1903, 1906, y 1908 la montañera estadounidense Fanny Bullock Workman (una de las primeras montañeras profesionales) hizo ascensos en el Himalaya, incluyendo uno a los picos Nun Kun  (23 300 pies (7101,8 m)). Una serie de cipayos gurkha fueron entrenados como montañeros expertos por Charles Granville Bruce, y una buena parte de la exploración la lograron ellos.
En 1902 la expedición Eckenstein-Crowley, liderada por el montañero inglés Oscar Eckenstein y el ocultista inglés Aleister Crowley fueron los primeros que intentaron subir el K2. Alcanzaron 22 000 pies (6705,6 m) antes de darse la vuelta debido al tiempo y otros percances. Impertérrito, en 1905 Crowley lideró la primera expedición al Kangchenjunga, la tercera montaña más alta del mundo, en un intento descrito como «equivocado» y «lamentable».
Eckenstein fue también un pionero en el desarrollo de nuevo equipamiento y métodos de ascensión. Empezó a usar piolets para el hielo más cortos que podían ser usados con una sola mano, diseñó los crampones modernos y mejoró el patrón de los clavos usados en las botas de montaña.
Para la década de los cincuenta, todos los ochomiles salvo dos habían sido escalados, empezando con el Annapurna en 1950 por Maurice Herzog y Louis Lachenal en la expedición francesa al Annapurna de 1950. El más alto de estos picos, el monte Everest, fue alcanzado en 1953 después de que los británicos hubieran realizado varios intentos en los años veinte; la expedición de 1922 alcanzó 8320 metros (27 300 pies) antes de terminar en el tercer intento a la cumbre después de que una avalancha matara a siete porteadores. La expedición de 1924 vio otro récord de altura pero aun así no logró llegar a la cumbre, en el intento final desaparecieron George Mallory y Andrew Irvine. La cumbre se alcanzó finalmente el 29 de mayo de 1953 por Sir Edmund Hillary y Tenzing Norgay por la cara sur, partiendo de Nepal.
Justo unos pocos meses más tarde, Hermann Buhl hizo el primer ascenso al Nanga Parbat (8.125 m), en la expedición germano-austríaca al Nanga Parbat de 1953, una expedición en estilo asedio que culminó en un último paso solitario de 1300 metros, bajo la influencia de las drogas: Pervitin (basada en el estimulante metanfetamina usado por los soldados en la Segunda Guerra Mundial), padutín y té de hojas de coca. El K2 (8.611 m), el segundo pico más alto del mundo, fue escalada por vez primera en 1954 por Lino Lacedelli y Achille Compagnoni. Esta expedición se vio envuelta en la polémica. El relato oficial de la expedición de 1954 finalmente quedó desacreditado, y después de una prolongada controversia, se publicó un segundo informe oficial en 2007 que confirmó en gran medida las afirmaciones que otro miembro de la expedición, Walter Bonatti, había estado haciendo durante más de cincuenta años. En 1964 se conquistó el último ochomil, el Shishapangma (8.013 m), el más bajo de todos los ochomiles.
El siguiente desafío era que todos los ochomiles fueran conquistados por una sola persona. Eso lo logró el italiano Reinhold Messner, de los Dolomitas, que lo logró entre 1970 y 1986. Lo hizo, además, sin oxígeno suplementario. En mujeres, la primera en lograrlo fue la española Edurne Pasabán (2001–2010), con oxígeno; sin oxígeno suplementario, fue la austriaca Gerlinde Kaltenbrunner (1998–2011).

### Actualmente
Durante mucho tiempo, el montañismo fue reducto de una élite rica, y sus agentes. La emergencia de la clase media en los siglos XIX y XX dio como resultado el interés de las masas en el montañismo. Se convirtió en un pasatiempo popular, en una afición de mucha gente. Algunos han llegado a criticar que el deporte se ha convertido en una actividad turística más.

## Alpinismo, andinismo e himalayismo

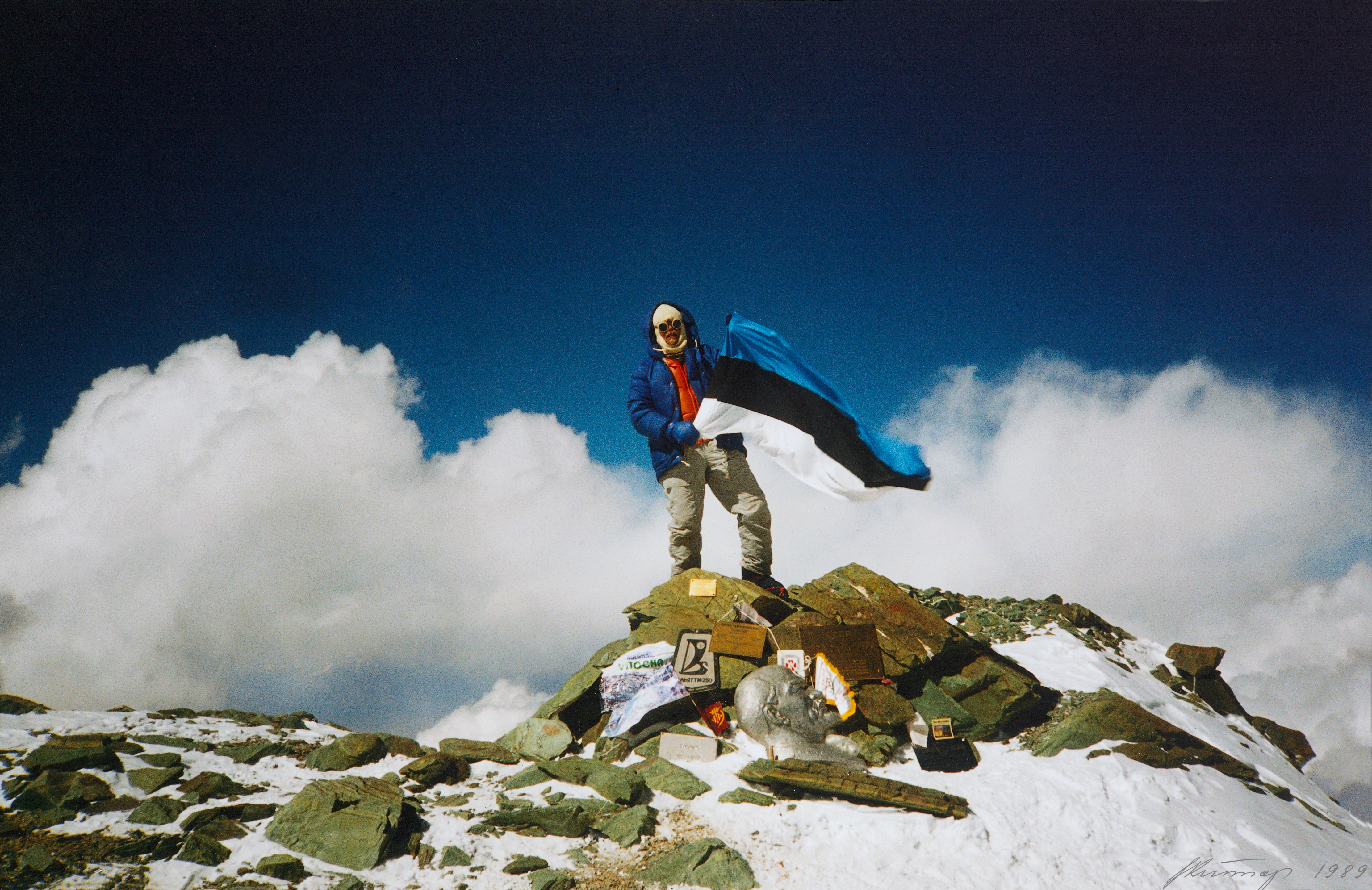
Pico Lenin (de 7165 m de altura), en donde se ve a un montañista mostrando una bandera de Estonia. Jaan Künnap

Es importante mencionar que el término alpinismo suele ser usado como sinónimo, así como los términos andinismo e himalayismo, pero con algunas reservas históricas o geográficas que dependen de los orígenes y tradiciones de esta actividad y de las características típicas de estas cordilleras, las mismas que generan estilos de ascenso.

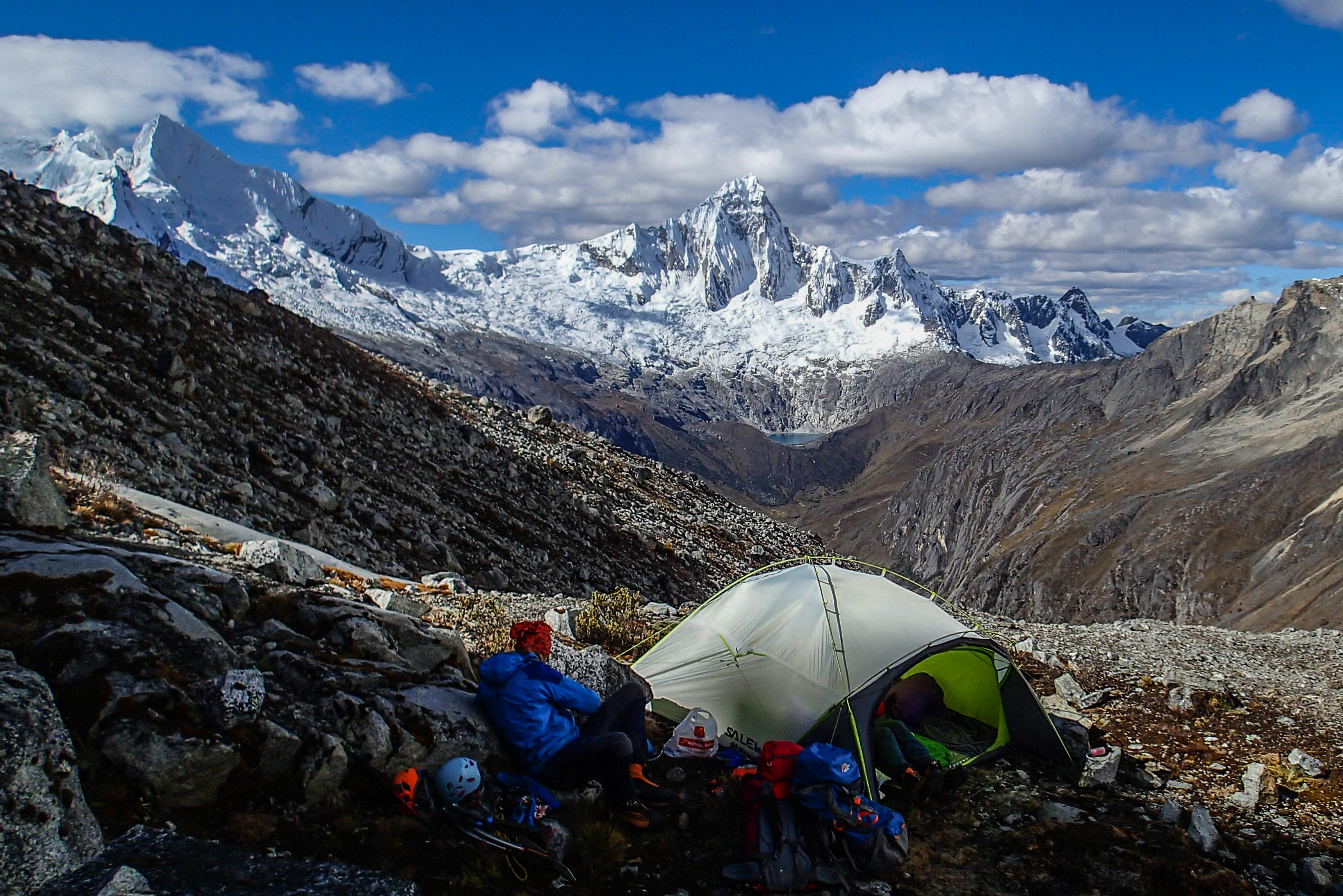
Campo morrena en la cara norte del Artesonraju, con vista a los nevados Pucajirca y Taulliraju en la Cordillera Blanca, Perú.

El término alpinismo deriva de alpes (montaña escarpada) y hasta la fecha es el más utilizado respecto a los otros dos por razones históricas, debido a que la actividad montañista moderna, sus escuelas y sus clubes se originaron principalmente en los Alpes europeos, antes y después del considerado como nacimiento de esta actividad con el primer ascenso del Mont Blanc, el 8 de agosto de 1786.
El término montañismo se suele usar de forma general para varias actividades deportivas que se desarrollen en las montañas, mientras el alpinismo es un término específico para la actividad de ascender montañas que implican diversas técnicas de escalada. El andinismo consiste en ascender montañas en la cordillera de los Andes y suele asociarse con alturas hasta los 7000 m s.n.m. El himalayismo consiste en la ascensión de montañas del Himalaya con altitudes de 8000 m s.n.m. Estas distinciones no solo implican diferencias en las logísticas (equipamiento a utilizar y planificación del ascenso), sino también en la condición física del montañero, su aclimatación y los recursos disponibles.
Cabe destacar que en algunos países donde no existen cordilleras abruptas (donde practicar escalada) que cuenten con al mismo tiempo con paisajes de alta montaña (glaciares), el término montañismo se aplica para ascensiones de baja dificultad (marcha o senderismo), es decir que no impliquen escalada alpina, y se suele diferenciar mucho de la actividad de alpinismo que indica ascensiones más técnicas y exigentes.
La Real Academia Española, en su Diccionario, además del término "alpinista", incluye también el de "andinista", referido a la persona que escala los Andes y otras montañas altas.

## Áreas y especialidades
Las doce especialidades pueden agruparse en cuatro áreas por su afinidad. Con ello se simplifican también los materiales, las técnicas y los entrenamientos:
| 1. Área de marcha - senderismo - excursionismo - expediciones                                              |
| 2. Área de escalada - escalada clásica - escalada deportiva - escalada en hielo                            |
| 3. Área de resistencia - duatlón en montaña - media maratón de montaña - maratón de montaña.               |
| 4. Área de específicos - barranquismo - esquí de travesía - bicicleta de montaña - parapente "Hike & Fly". |

Cada especialidad tiene características propias en técnicas deportivas, en entrenamiento, en materiales y en medicina deportiva. El punto en común que tienen todas, salvo la escalada deportiva, es que “el campo de juego” es la naturaleza que, con sus particularidades ambientales, modifica sustancialmente la actividad deportiva según la época del año, la altitud, la temperatura o la meteorología del día. Por lo tanto este deporte es de gran complejidad por las diferentes técnicas que hay que utilizar, por los diferentes materiales para cada una, por la variabilidad del escenario del trabajo deportivo y por la necesidad de mantener un nivel de seguridad permanente. Por lo cual, el montañismo precisa de una preparación previa adecuada antes de practicarlo.

## Equipamiento para un montañista
El montañista se vale de una vestimenta particular además de un conjunto de accesorios y artefactos conocidos como equipo. Si bien el montañismo puede variar mucho por el tipo de recorrido, se describe la vestimenta y el equipo general necesario. Un aspecto muy importante en el montañismo es el peso del equipamiento. Se buscan objetos útiles y portátiles, que resistan un trato duro pero del menor peso y volumen posible. Algunos de los equipos son compartidos por la espeleología con pequeñas variantes.

### Alimentación
- Bebida: indispensable cantimplora para llevar agua y beber cuando se necesite. Importante llevar también alguna bebida isotónica o energética.
- Comida: generalmente, el recorrido es largo y no es probable encontrar dónde abastecerse de alimentos; además, en caso de pérdida o de retraso, es importante contar con comida (preferentemente liofilizada o deshidratada). Vale la pena llevar elementos energéticos como chocolate, frutos secos o barras de cereales, para ir comiendo durante el ascenso, ya que proporcionan bastante energía y ocupan muy poco espacio. Dependiendo de la duración del viaje, puede ser conveniente añadir manzanas, nueces, naranjas, melocotones, frutas en almíbar, gelatina, miel, mermeladas, galletas, té, leche para preparar, queso, jamón, salami, etc.[27]

### Vestimenta

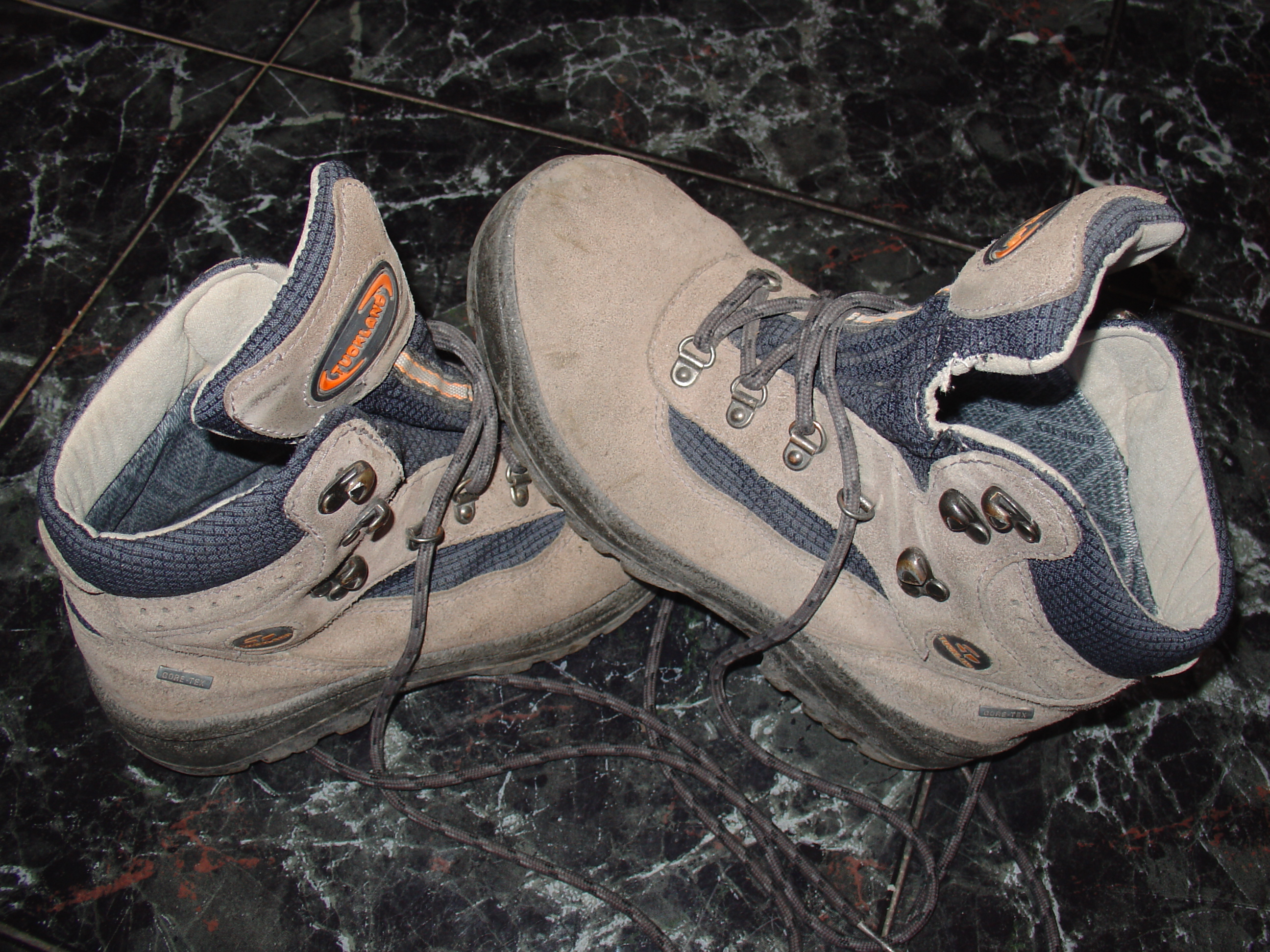
Unas buenas botas de montaña son indispensables para prevenir resbalones y problemas lumbares.

Ha de estar adecuada al medio, o los medios, por donde se va a transitar. Por regla general, deben seguirse los principios de la teoría de capas, cuyos elementos son:
- Calzado: El calzado para este deporte es muy técnico. Según el tipo de montaña y dificultad se debe elegir un calzado con características y pesos muy variables. Siempre se escogen botas porque protegen el tobillo. Si se va a combinar trayectos cortos de nieve con morrena, se deben escoger botas con suelas semirrígidas, a las que se les pueda acondicionar unos crampones; si es para escalada técnica, deben ser rígidas para usar crampones automáticos. Según el tiempo que se permanecerá dentro de la nieve, horas a meses, debe tener protección térmica. Las suelas deben ser antideslizante. El calzado en nieve siempre se acompaña de polainas.
- Ropa: Adecuada al clima y al lugar que se visitará. Siempre es mejor pantalones largos y prendas de manga larga para protegernos de los rayos solares, plantas y picaduras leves. Además, dependiendo del lugar, una chaqueta cortavientos e impermeable, para protegernos de las inclemencias ocasionales del tiempo, guantes y un pañuelo para el cuello. Se recomienda una cubierta de tres capas de ropa: las dos primeras, térmicas, y la más exterior, impermeable.[28][29]
- Sombrero y gafas: Cuando sea necesario, un sombrero es siempre mejor que una gorra, para protegerse del sol o de la lluvia. Las gafas deben poseer la categoría de protección correcta, de modo que filtren adecuadamente la luz visible y eviten lesiones en la córnea y retina.
- Pañuelo: un pañuelo de cierto tamaño, aproximadamente del que se usa para taparse la cabeza, puede ser muy útil, como para mojar y refrescar a alguien que se ha desmayado por un golpe de calor, para recoger frutos silvestres si no llevamos bolsa, para taponar una herida, realizar una inmovilización en caso de lesión de articulación o fractura, realizar un torniquete, etc.[1]

### Accesorios básicos
Equipo básico indispensable para un montañero (en las áreas de escalada y específicos, habría que añadir los propios de cada especialidad):
- Piolet y crampones: para superficies heladas.
- Bastón de caminata: de aluminio, madera o bambú, generalmente se utilizan unos muy parecidos a los de esquí pero con la diferencia de que se les coloca en el extremo una roseta de mayor tamaño: ello proporciona una mayor estabilidad y agarre, además de protección ante posibles lesiones.
- Mochila: de tamaño y con cualidades de acuerdo a la duración de la excursión y al equipo que se portará, la meteorología y la comodidad. Ha de ser de calidad para que resista el maltrato y el esfuerzo propio de la actividad, de preferencia impermeable y debe poder sujetarse a la espalda dejando las manos totalmente libres; además, conviene que tenga ajuste de cintura y de pecho para acomodarse totalmente al cuerpo y evitar que con el movimiento propio de la actividad se golpee o estorbe. Las correas deben ser anchas y algo rígidas. Asimismo, puede incluir un depósito de agua con un tubo para hidratarse durante el recorrido.
- Navaja: muy útil en diversas situaciones a lo largo de la actividad (se recomienda llevar una navaja que se cierre y se abra bien, tipo navaja suiza, que tenga buen filo y tenga un seguro resistente). La navaja debe tener al menos 100mm de largo en la parte afilada ya que con una navaja que sea muy corta de filo no podrá cortar nada largo como por ejemplo pan, tocino y otras cosas que se pueden llevar en la excursión.
- Cuerda: en montañismo las cuerdas son indispensables. Si caminas por nieve, el equipo se suele amarrar de a 2 o 3 personas. Esto debido a que hay grietas o puentes, es decir, piso de nieve falso, que al caminar sobre él se puede deshacer y la persona puede caer desde unos pocos centímetros y tener una leve lesión; hasta a un abismo y perder la vida. Estas cuerdas son técnicas, miden varios metros y deben ser impermeables.[30]
- Linterna: es importante tener una ya que nunca es seguro terminar la excursión antes del ocaso; ha de incluir baterías y bombillas de repuesto.
- Silbato: si no se cuenta con un teléfono móvil (o si no hay cobertura), en caso de niebla repentina o de haberse separado del resto del grupo, un silbato permitirá que al equipo de búsqueda o a nuestros compañeros oírnos a larga distancia y prácticamente sin esfuerzo. Casi no ocupa ni pesa, y solo debe ser usado en situación de emergencia.
- Varios: cámara fotográfica, teléfono móvil, mapa y brújula y, en caso de disponer de él, un GPS.
- Otros: crema protectora (solar y labial) y pequeño botiquín.

### Equipo de pernocta
En salidas de más de un día en que se requiere pasar la noche, deberán considerarse además de alimentos extras y una lámpara:
- Tienda de campaña: Es una carpa o tienda, principalmente de tela sintética que siendo portátil sirve para dormir y protegerse de las inclemencias meteorológicas, así como de picaduras de bichos durante la noche, además de permitir una cierta intimidad.
- Saco de dormir: Es adecuado para dormir cómodo y evita pasar frío además de disminuir el posible contacto con insectos y otros animales.
- Colchoneta aislante o bajo alfombra: Es un aislante térmico consistente en una lámina flexible generalmente de una espuma sintética, que se coloca bajo el saco de dormir y, se utiliza para evitar la rugosidad del terreno, minimizar el diferencial de temperatura entre el cuerpo y el suelo, así como proteger de la humedad.
- Manga plástica: sirve para un sinfín de usos, desde protegerte de la humedad del suelo, pasando por hacer toldos, improvisar protectores de agua, superficies para dormir, hasta hacer un alambique rudimentario de supervivencia.